# Lil Louis
Lil Louis (echte naam Louis Burns) (Chicago, 13 mei 1962) is een Amerikaanse house-muzikant die eind 1989 een internationale hit scoorde met het nummer French Kiss. 

## Biografie
Al halverwege de jaren zeventig doet Louis Burns ervaring op met het draaien en mixen van platen. In deze periode krijgt hij zijn bijnaam Lil Louis, die hij later als artiestennaam aanneemt. In de jaren 80 is hij een van de pioniers van de opkomende house-muziek in Chicago. Zijn eerste succesje is de single The Original Video Clash (1987). Wereldwijde bekendheid krijgt hij met het nummer French Kiss, dat vooral opvalt door het geluid van een vrouwelijk orgasme in de break. Ondanks (of misschien wel dankzij) een boycot door onder meer de BBC -het gekreun door een vrouw aan het einde van het nummer werd te obsceen bevonden- bereikte het nummer in onder meer Groot-Brittannië de 2e plaats en in Nederland zelfs nummer 1. De kreunende vrouw blijkt later zangeres Shawn Christopher te zijn. In Amerika kreeg een diskjockey een boete toen hij het nummer in een nightclub draaide. Na French Kiss start hij de act Lil' Louis & The World waarmee hij het album From The Mind Of Lil Louis, waarop humor een grote rol speelt. Daaruit verschijnen singles Blackout (over de Dag des oordeels) en I Called U (over een vreemdganger en zijn vriendin) die bescheiden hits zijn. In 1992, hij is dan inmiddels verhuisd naar New York, laat hij nog van zich horen met het album Journey With The Lonely, waarin hij meer opschuift naar soul en jazz. Het levert een bescheiden succes op met de singles Club Lonely en Saved My Life, die in de Verenigde Staten de top van de dancelijst halen.  
In 1997 heeft hij nog eenmalig een klein hitje met Clap Your Hands als  Lil' Louis & The Party. Vanaf de late jaren negentig produceert Louis nog maar sporadisch muziek en is hij eigenaar van een eigen club in New York. In 2000 wordt French Kiss opnieuw een hit door een cover van Josh Wink onder de naam How's Your Evening So Far?. In 2009 is hij kortstondig terug met het album Two Sides To Every Story en in 2012 verschijnt de single Fable.

## Discografie

### Albums
- Lil' Louis & The World- From The Mind Of Lil Louis (1989)
- Lil' Louis & The World - Journey With The Lonely (1992)
- Two Sides To Every Story (2009)

### Singles
| Single met eventuele hitnotering(en) in de Nederlandse Top 40 | Datum van verschijnen | Datum van binnenkomst | Hoogste positie | Aantal weken | Opmerkingen           |
| ------------------------------------------------------------- | --------------------- | --------------------- | --------------- | ------------ | --------------------- |
| French kiss                                                   | 1989                  | 26-08-1989            | 1(2wk)          | 10           | ft. Shawn Christopher |